# Neoraja
Neoraja is een geslacht van kraakbeenvissen uit de familie van de Rajidae.

## Soorten
- Neoraja africana (Stehmann & Séret, 1983)
- Neoraja caerulea (Stehmann, 1976)
- Neoraja carolinensis McEachran & Stehmann, 1984
- Neoraja iberica Stehmann, Séret, Costa & Baro, 2008
- Neoraja stehmanni (Hulley, 1972)